# Katharina Bagration
Katharina Bagration (Russisch: Екатерина Павловна Багратион, Napels, 7 december 1783 - Venetië, 21 mei/2 juni 1857) was een Russische prinses en salonnière.

## Biografie
Katharina Bagration werd geboren als een dochter van Pavel Martinovich Skavronsky, die als ambassadeur voor Rusland in Napels diende, en Yekatarina von Engelhardt. Ze kreeg haar onderwijs aan het hof van Catharina II van Rusland en dat van Sophia Dorothea Augusta Louisa van Württemberg, de echtgenote van Paul I van Rusland, bij wie ze hofdame werd. In 1800 kwam tsaar Paul I erachter dat prins en generaal Pjotr Bagration in het geheim verliefd was op Katharina Skavronsky, terwijl zij verliefd was op graaf Peter Ludwig von der Pahlen. Paul I wist Katharina zo ver te krijgen om in het huwelijk te treden met de Georgische prins en het huwelijk vond op 2 december 1800 plaats in het Paleis van Gatsjina.
Het huwelijk met Bagration was geen gelukkig huwelijk en in 1805 ging Katharina Bagration op reis door Europa. Tijdens haar reizen waren er regelmatig geruchten dat ze affaires had met andere mannen, waaronder met graaf Friedrich von der Schulenberg en Charles Vane. Ook kreeg ze een verhouding met Louis Ferdinand van Pruisen, maar na diens dood in de slag bij Saalfeld vertrok ze naar Wenen. Daar zou ze een relatie krijgen met de invloedrijke politicus Klemens von Metternich en bij hem kreeg ze een dochter: Marie-Clementine. Ze werd door haar tijdgenoten in de geschiedschrijving beschreven als een "naakte engel", omdat ze de harten van mannen in verwoesting kon brengen.
In Wenen begon Katharina Bagration een grote en invloedrijke salon en correspondeerde ze met Goethe. Ze had ook een grote diplomatieke invloed en wist Metternich zo ver te krijgen dat Oostenrijk zich aansloot bij de Zesde Coalitie. In de nasleep van de Slag bij Borodino overleed Pjotr Bagration op 12 september 1812 en werd Katharina weduwe. Vanwege de grote naam die haar salon had speelde Kathrina Bagration een belangrijke rol achter de schermen ten tijde van het Congres van Wenen.
Na het congres verhuisde ze naar Parijs en ook daar zou ze weer haar salon houden. In Parijs behoorden Stendhal, Benjamin Constant en Astolphe de Custine tot haar vriendenkring. Op 18 januari 1830 hertrouwde ze in Parijs met de Britse diplomaat John Hobart Caradoc. Ook dit huwelijk hield niet lang stand en het echtpaar zou hun huwelijk ontbinden. Uiteindelijk overleed ze in Venetië en werd ze begraven op het Isola di San Michele.